# Vivian Bonnell
Vivian Bonnell, pseudonimo di Enid Mosier (Saint John's, 23 maggio 1924 – Los Angeles, 18 novembre 2003), è stata un'attrice e cantante antiguo-barbudana.

## Biografia
Nel 1954 recitò al fianco di Pearl Bailey nel musical House of Flowers a Broadway . Lei e i suoi colleghi membri del cast hanno registrato album calypso come Enid Mosier e la sua Trinidad Steel Band. In seguito ha sposato uno di quegli artisti, Austin Stoker. 
Dopo aver cambiato il suo nome la Bonnel debutta in televisione in un episodio di The Carol Burnett Show nel 1968. Nel 1990 ha interpretato Ortisha in Ghost - Fantasma, a fianco di Patrick Swayze, Demi Moore e Whoopi Goldberg.

## Filmografia

### Cinema
- Adultera senza peccato, regia di Roy Kellino e William Spier (1952)
- Ma chi te l'ha fatto fare?, regia di Peter Yates (1974)
- Io, re del blues, regia di Gordon Parks (1976)
- California Dreaming, regia di John D. Hancock (1979)
- Teachers, regia di Arthur Hiller (1984)
- Summer School - Una vacanza da ripetenti, regia di Carl Reiner (1987)
- Donne amazzoni sulla luna, regia di Joe Dante, Carl Gottlieb, Peter Horton, John Landis e Robert K. Weiss (1987)
- Ghost - Fantasma, regia di Jerry Zucker (1990)

### Televisione
- The Nurses - serie TV, episodio 3x24 (1965)
- The Carol Burnett Show - serie TV, episodi 2x10 e 5x14 (1968-1971)
- The Sandy Duncan Show - serie TV, episodio 1x04 (1972)
- Clerow Wilson and the Miracle of P.S. 14 - film TV (1972)
- La strana coppia - serie TV, episodio 3x16 (1973)
- Squadra emergenza - serie TV, episodio 3x20 (1974)
- Sanford and Son - serie TV, episodi 3x02 e 3x20 (1973,1974)
- Pepper Anderson Agente speciale - serie TV, episodio 2x05 (1975)
- America, You're On - film TV (1975)
- Happy Days - serie TV, episodio 3x12 (1975)
- Good Times - serie TV, episodi 3x07 e 4x04 (1975-1976)
- Nick and the Dobermans - film TV  (1980)
- Sanford - serie TV , episodio 2x03 (1981)
- I Jefferson - serie TV, episodio 7x13 (1981)
- Dallas - serie TV, episodio 5x19 (1982)
- A cuore aperto - serie TV, episodi 1x02, 1x05 e 1x07
- ABC Weekend Specials - serie TV, episodio 7x02 (1984)
- The Hoboken Chicken Emergency - film TV (1984)
- CBS Schoolbreak Special - serie TV, episodio 2x05 (1985)
- Hunter - serie TV, episodio 1x18 (1985)
- Ai confini della realtà - serie TV, episodio 1x03 (1985)
- Moonlighting - serie TV, episodio 2x07 (1985)
- Hill Street giorno e notte - serie TV, episodio 6x21 (1986)
- Convicted: A Mother's Story - film TV (1987)
- Amen - serie TV, episodio 1x17 (1987)
- Autostop per il cielo - serie TV, episodio 4x04 (1987)
- CBS Storybreak - serie TV, 1 episodio (1987)
- Elvis and Me - film TV (1988)
- Il ritorno di Desperado - film TV (1988)
- Addicted to His Love - film TV (1988)
- The Women of Brewster Place - miniserie TV (1989)
- Have Faith - serie TV, episodio 1x04 (1989)
- Una famiglia come le altre - serie TV, episodio 1x11 (1989)
- Ragazza di strada - film TV (1990)
- Dragnet - serie TV, episodio 2x09 (1990)
- La venere nera - film TV (1991)
- Il destino nella culla - miniserie TV (1991)
- Tra le braccia di un killer - film TV (1992)
- Eroe per famiglie - film TV (1992)
- Tuesday Morning Ride - cortometraggio (1995)
- Sposati... con figli - serie TV, episodio 11x06 (1996)
- Moesha - serie TV, episodio 2x13 (1996)